# Valentín Marín y Carbonell
Valentín Marín Carbonell fue un poeta y periodista español de la segunda mitad del siglo XIX.

## Biografía
Nació en Barcelona, pero vivió en Zaragoza y se consideró siempre aragonés. Era sobrino de Víctor Balaguer. Su prosa resulta costumbrista y escribió artículos de este laya en la Revista de Aragón (1878), de la que fue cofundador, sonetos en la Revista Ibérica (1883) y colaboraciones en La Ilustración Española y Americana (1903-1905). Como poeta fue un torrencial sonetista (quinientos sonetos incluyen sus Poesías líricas -Zaragoza, 1881- libro temáticamente muy heterogéneo de 820 páginas) que puede encuadrarse dentro del Posromanticismo o Romanticismo tardío, asimilando a la vez el influjo de Bécquer y el de Campoamor; es hábil y correcto versificador, aunque amontonador, sin personalidad, mediocre, prosaico, poco inspirado, nada novedoso y en absoluto diferenciador de lo bueno y de lo malo. Cultiva principalmente la rima asonante o el soneto. Cantó al amor, a la Virgen, a la Patria y al proyecto de ferrocarril de Canfranc, las inundaciones de Zaragoza, la catástrofe del Puente de Alcudia o sobre escritores contemporáneos como Leopoldo Alas (que fue crítico adverso de su primer libro) o Armando Palacio Valdés. También fue autor dramático.

## Obras
- Poesías líricas (Zaragoza: Imprenta del Hospicio, 1881).
- El puente de Alcudia (Zaragoza, 1884).

## Fuente
- José María de Cossío, Cincuenta años de poesía española (1850-1900),  Madrid: Espasa-Calpe S. A., 1960, vol. II.

- Datos: Q6158890